# Виленкин, Виталий Яковлевич
Вита́лий Я́ковлевич Виле́нкин (9 января 1911, Москва, Российская империя — 25 марта 1997, Москва, Россия) — советский и российский театровед, историк театра, литературовед и переводчик. Доктор искусствоведения. Заслуженный деятель искусств РСФСР (1981). Член Союза писателей СССР (1947).

## Биография
Виталий Виленкин родился 9 января 1911 года в Москве.
В 1933 году окончил Московский институт новых языков и был принят на службу в литчасть МХАТа. Награждён орденами Дружбы народов и «Знак Почёта», медалями. Педагог Школы-студии МХАТ, с 1967 года — профессор. Среди его учеников был будущий театральный режиссёр Олег Ефремов. Друг Анны Ахматовой, личный секретарь В. И. Немировича-Данченко и В. И. Качалова.
Скончался на 87-м году жизни 25 марта 1997 года в Москве. Похоронен на Введенском кладбище (16 уч.).

## Сочинения
- Виленкин В. Я. В. И. Немирович-Данченко: Очерк творчества. — М., 1941. — С. 326. — 4000 экз.
- Виленкин В. Я. И. М. Москвин на сцене Московского художественного театра. — М.: Издание Музея Художественного Академического Театра СССР им. М. Горького, 1946. — 226 с. — 6000 экз.
- Виленкин В. Я. Качалов. — М.: Искусство, 1962. — 264 с. — 20 000 экз.
- Виленкин В. Я. Немирович-Данченко ведёт репетиции. — М.: Искусство, 1965. — 262 с. — 20 000 экз.
- Виленкин В. Я. Амедео Модильяни. — М.: Искусство, 1970. — 220 с. — (Жизнь в искусстве). — 50 000 экз.
- Виленкин В. Я. Режиссёрские экземпляры К. С. Станиславского: В 6 томах. — М.: Искусство, 1980. — Т. 1. — 512 с. — (Театральное наследие). — 15 000 экз.
- Виленкин В. Я. Качалов. — 2-е изд., доп. — М.: Искусство, 1976. — 234 с. — (Жизнь в искусстве). — 60 000 экз.
- Виленкин В. Я. Воспоминания с комментариями. — М.: Искусство, 1982. — 502 с. — 30 000 экз.
- Виленкин В. Я. В сто первом зеркале. — М.: Советский писатель, 1987. — 320 с. — 100 000 экз.
- Виленкин В. Я. Амедео Модильяни. — М.: Искусство, 1989. — 224 с. — (Жизнь в искусстве). — 100 000 экз. — ISBN 5-210-00046-X.
- Виленкин В. Я. В сто первом зеркале. Изд. 2-е, доп. — М.: Советский писатель, 1990. — 336 с. — 200 000 экз. — ISBN 5-265-01012-2.
- Виленкин В. Я. Воспоминания с комментариями. — 2-е изд., доп. — М.: Искусство, 1991. — 496 с. — 30 000 экз.
- Виленкин В. Я. Амедео Модильяни. — М.: Республика, 1996. — 272 с. — 11 000 экз. — ISBN 5-250-02526-9.

## Награды
- Орден Дружбы народов (23 апреля 1993 года) —  за заслуги в подготовке высококвалифицированных кадров работников театра и кино[8].
- Орден «Знак Почёта» (26 октября 1948 года) — за выдающиеся заслуги в развитии советского театрального искусства и в связи с пятидесятилетием со дня основания Московского орденов Ленина и Трудового Красного Знамени Художественного Академического театра СССР имени М. Горького[9].
- Заслуженный деятель искусств РСФСР (1981).